# Cillei család

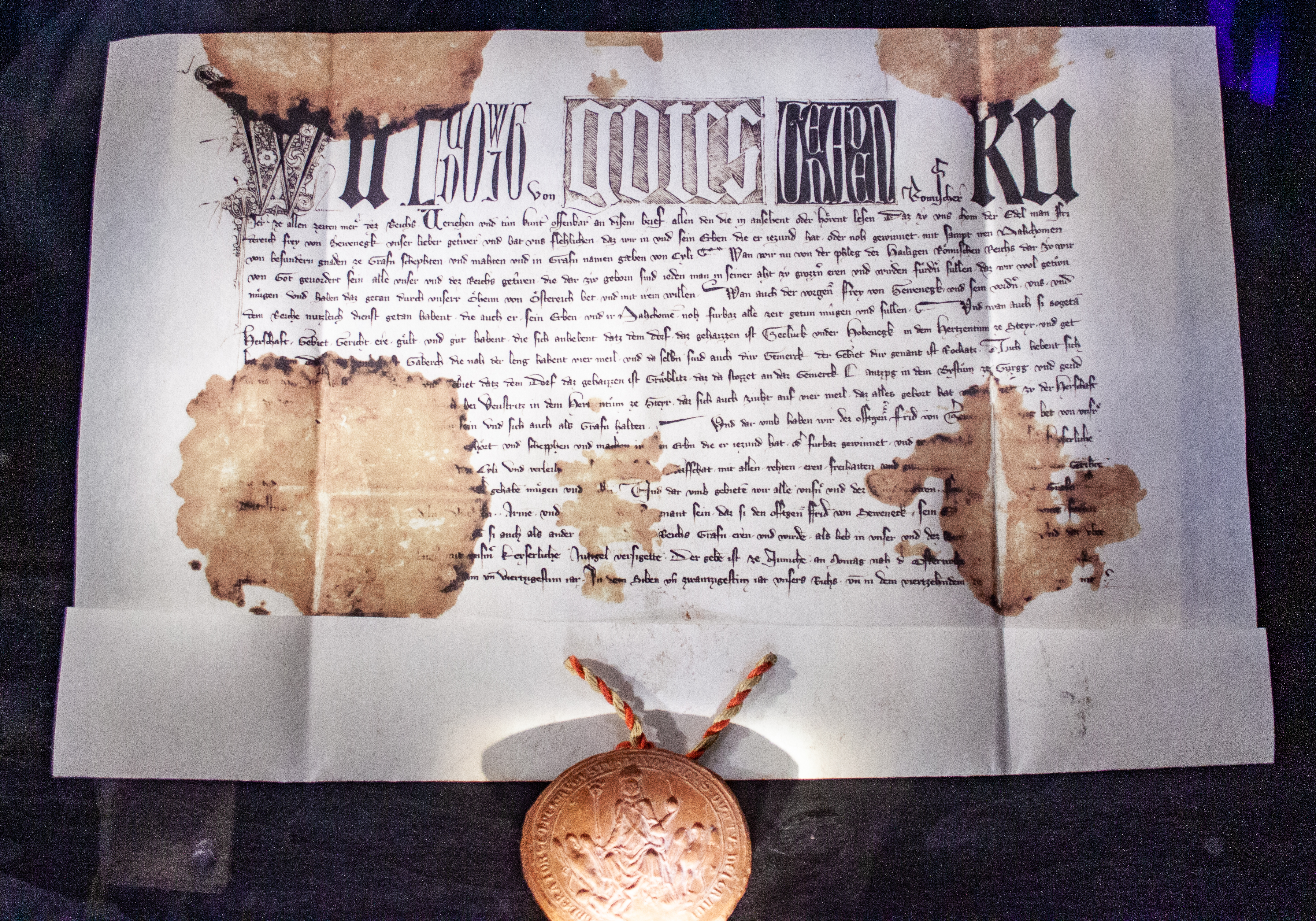
Az első cillei gróf, Frigyes gróffá emelésének diplomája (München, 1342 április 16; Bajor Lajos) (másolat a Celjei Regionális Múzeumban)

A Cilleiek (szlovénül: Celjskih, németül: Cillier), a Stájer Hercegség területéről származó, nagy hatalomra szert tevő főúri család, amely a középkori európai történelemre és a középkori Magyar Királyság története szempontjából is jelentős szereppel bírtak. A család férfi ágon történő kihalása (1456), nyitotta meg végül az utat a Hunyadiak, különösen Hunyadi Mátyás felemelkedéséhez. Hatalmuk csúcsán a Német-római Birodalom fejedelmei, házasságaik révén a bosnyák, lengyel és magyar királyok rokonai. Hatalmas területeket uraltak Stájerországban, Karintiában, Krajnában, valamint a Magyar Királysághoz tartozó Horvátországban és Szlavóniában, melyek a család kihalása után a Habsburgokra szálltak.

## Nevük és eredetük

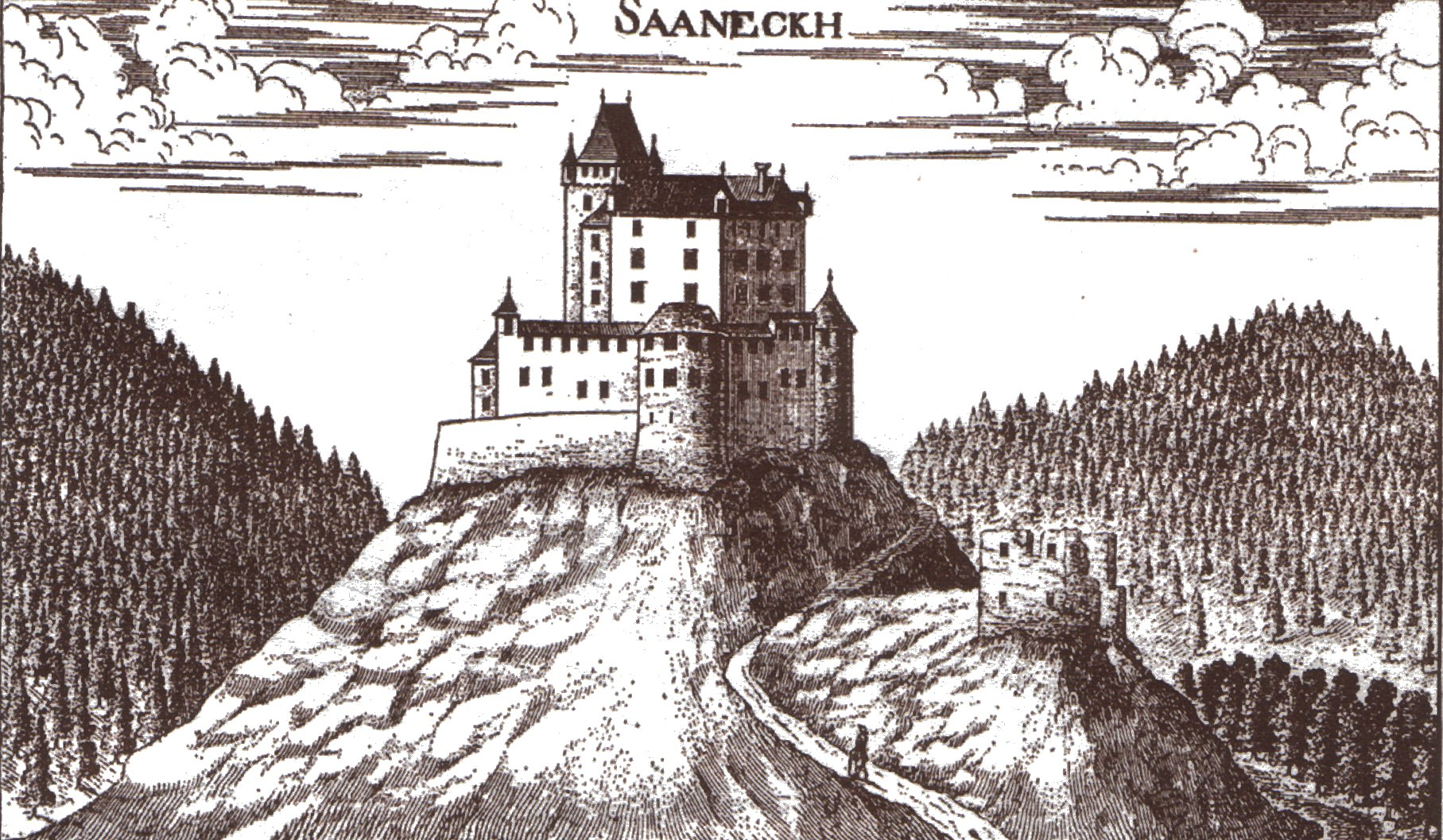
A sanecki vár; Georg Matthäus Vischer, Topographia Ducatus Stiriae, Graz 1681

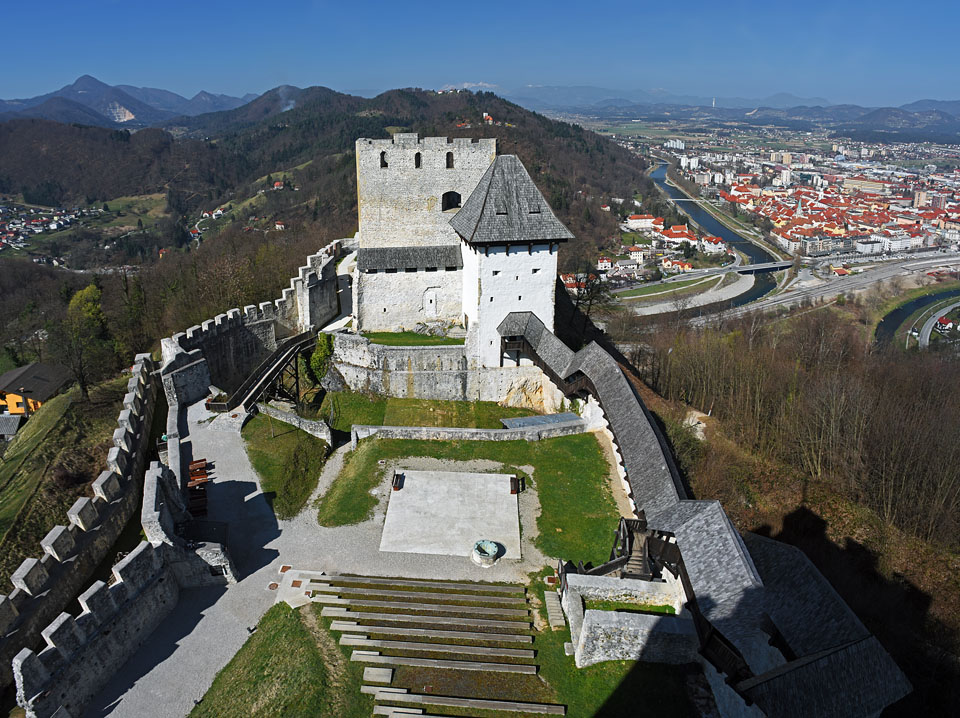
A celjei felső vár

Őseik a 12. század óta az Alsó-Stájerországban (Stíria) fekvő Saneck (ma: Žovnek) várának urai voltak. IV. Lajos császár 1341. április 16-án adományozta Sanecki Frigyesnek  Celje (magyarul és németül: Cilli) városát birtokul, amivel együtt a cillei gróf címet is neki adományozta, és aki így I. Frigyes cillei gróf lett, (innen ered később elterjedt családnevük), és egyúttal birtokai határait is körülírta. Ekkor a család már majdnem egész Alsó-Stájerországot és Karintiát birtokolta, és Karintia kapitányának rangját is képviselte.

## Felemelkedésük
Rövid időn belül több mint 20 kastélyuk volt a mai Szlovénia területén és leányaik hazássága réven azon kívül is jelentős birtokokra tettek szert. A Lajos császár általi birtokadományozást követően a térségbeli hatalmuk egyre nőtt, és a terület egyik legbefolyásosabb családjává váltak. A 14. században szövetkeztek a Habsburgokkal Görz–Tirol grófjai ellen, 1308-ban hűbéreseik lettek a később Európa legjelentősebb dinasztiájává váló családnak.
Már I. Ulrik is szerepelt Magyarországon, amikor egyike volt azoknak, akik Lajos királyt Zárába kísérték 1345–46-ban. Fia, Vilmos Zsigmond király alatt katonáskodott. De igazán hatalmas pozíciójukat Vilmos unokaöccse, II. Hermann szerezte Zsigmond király támogatásával.  A nikápolyi csatában 1396-ban megmentette a király  életét, jutalmul Zsigmond neki ajándékozta Varasd megye nyugati várait, a „zagoriai gróf” címét és számos uradalmat a mai Horvátország területén. 1415-ben Zsigmondtól pallosjogot és a birodalmon belüli önállóságot kaptak, ezért a Habsburg-függőségtől 1423-ban megszabadultak. 1418-ban megörökölték a kihalt ortenburgi grófok birtokait is, ezzel jelentős területeket szereztek Krajnában és Karintiában. Zsigmond a Cilleieknek birodalmi hercegi címet adományozott 1435-ben. A Habsburgok, akiknek legfőbb riválisai lettek, háborúval válaszoltak, majd 1443-ban a két család kölcsönös örökösödési szerződés írt alá.
A Cillei ház és Zsigmond szövetsége még szorosabb lett, amikor II. Hermann lányát, Cillei Borbálát Zsigmondhoz adta nőül az 1401-es Zsigmond király elleni összeesküvést követően a király siklósi fogsága idején kötött egyezség értelmében. Ugyanakkor másik lányát, Annát Garai Miklós nádorhoz adta, és így pecsételte meg a két család szövetségét, az úgynevezett „Cillei–Garai” ligát. Emellett rokonságban álltak a Jagellókkal Cillei Anna lengyel királyné révén, a boszniai Kotromanić-házzal II. Hermann, a Frangepánokkal pedig II. Frigyes házassága révén.

## Bukásuk
Hatalmuk csúcsát II. Ulrik alatt érték el. Kapcsolatai folytán jelentős befolyása volt nem egy udvarnál. Albert király alatt cseh helytartó volt. Albert halála után annak özvegye, Erzsébet, és utószülött fiuk, V. László pártjára állt. Miután 1443-ban a boszniai trónigényét nem sikerült érvényesítenie, horvát és szlavón területeket szerzett. 1452-ben átvette a fiatalkorú V. László felett a gyámságot. Így Ulrik gyakorlatilag Magyarország ura lett. Nagy ambíciója komoly ellenfeleket szerzett neki, köztük a Hunyadi-családot. Hunyadi János 1456-ban bekövetkezett halála után annak főkapitányi hivatalát is megkapta, aminek eredményeképpen viszályba keveredett a Hunyadi-párttal, akik Hunyadi László hatalomra juttatásának és az ország talpraállításának gátját látták benne, majd ugyanazon év november 8-án Nándorfehérváron meggyilkolták.
Ulrik halálával 1456-ban a család férfiágon kihalt, és az örökösödési szerződés értelmében minden uradalmuk és birtokuk a Habsburg III. Frigyesre és örököseire szállt.

## A család nevesebb tagjai
Saneck urai
- Gebehardus de Soune (†1154)
- Gebehardus von Sanegg (†1173)
- Gebhard von Sanegg (†1224)
- Konrád (†1255)
- Ulrik (†1312)

Cillei grófok
- I. Frigyes (†1360) gróf 1341-től

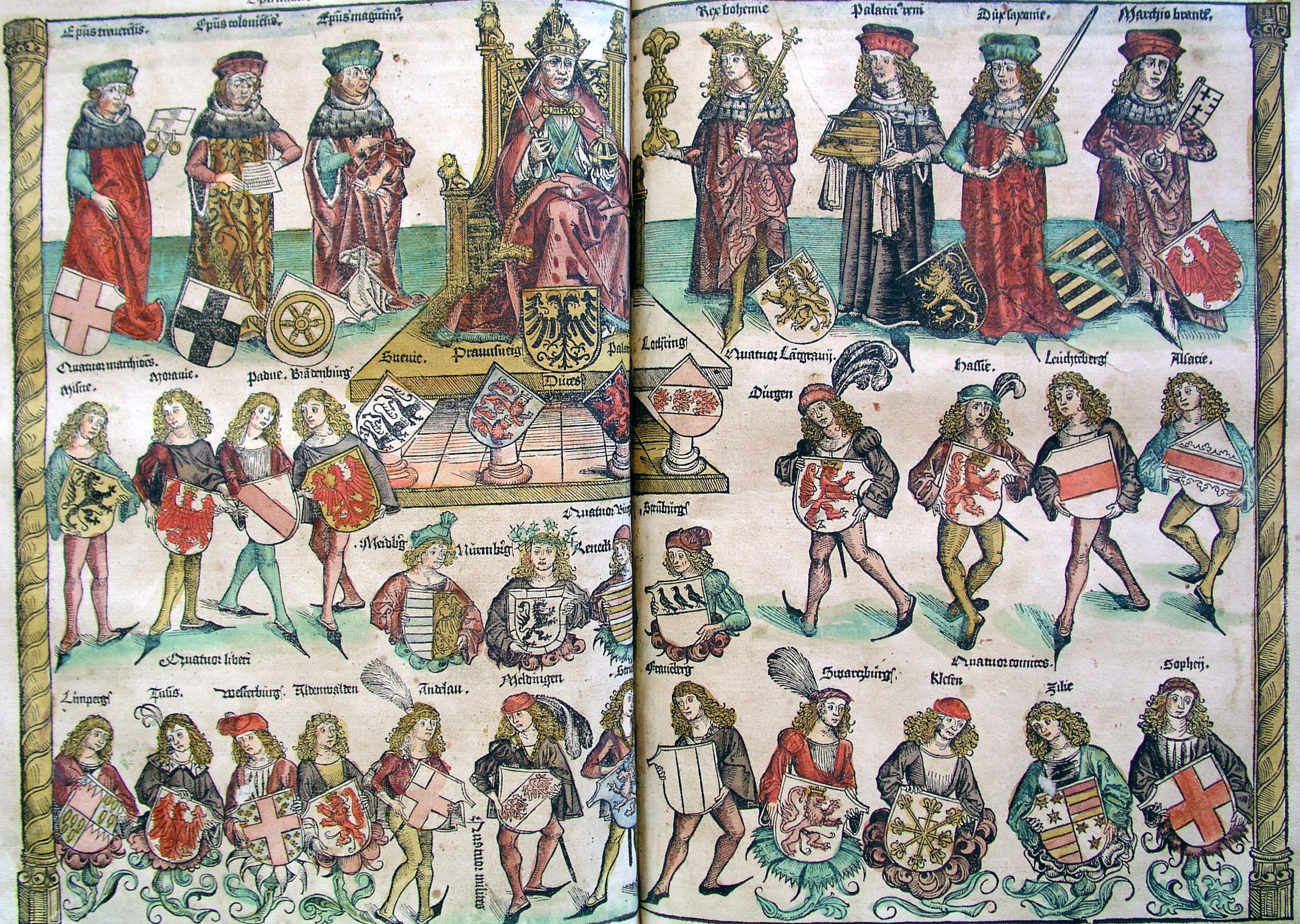
Cillei grófok a Német-Római Császárság szervezetében

- I. Ulrik (1331 k.–1368. július 26.), I. Frigyes fia
- Vilmos  (1361 k.–1392. szeptember 19.), I. Ulrik fia
  - leánya Anna (1380 k.–1416), lengyel királyné, II. Ulászló lengyel király második felesége
- I. Hermann (†1385 március 21.) I. Frigyes fia
  - Felesége, Kotromanić Katalin (1336–1396) I. Tvrtko boszniai király nővére. Általa formált a család jogot a boszniai királyi trónra.
- II. Hermann  (1360–1435 október 13.) I. Hermann fia, birodalmi gróf, horvát–szlavón bán, Zsigmond király kedvelt embere, a Cillei-ház hatalmi állásának megalapítója, a Sárkány-rend egyik alapítója
  - Felesége: Schaunbergi Anna cillei grófné (†1396 k.)
  - Első leánya Anna (1384–1439)  Garai Miklós nádor és horvát–szlavón bán második felesége
  - Második leánya Borbála  (1392–1451. július 11.) magyar királyné, Zsigmond magyar király második felesége.
  - Utólag törvényesített fia Cillei Henrik freisingi hercegpüspök (1412–1421)
- II. Frigyes (†1454) II. Hermann fia
  - 1. felesége: Frangepán Erzsébet,
  - 2. felesége: Desnic Veronika
- II. Ulrik (1406–1456. november 9.) II. Frigyes fia. II. Hermann halála után a Cillei család politikai feje, a Hunyadiak ellensége.
  - Leánya, Erzsébet és két fia nem élték túl apjukat, így a Cillei család férfiágon kihalt.[4]

## Örökségük

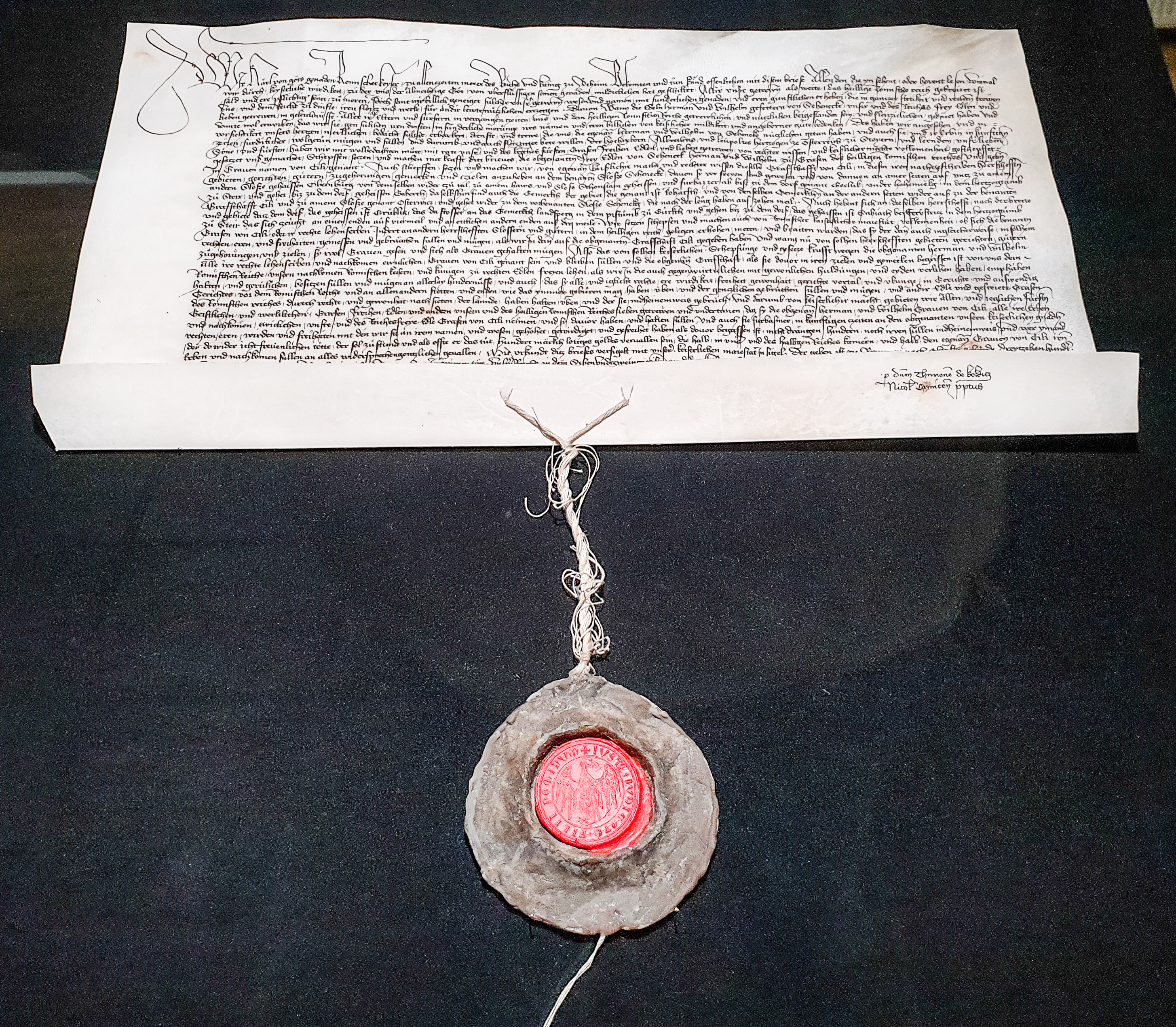
A Cillei család második grófi oklevele; másolat a Celjei Regionális Múzeumban

Címerpajzsuk egy része – kék alapon három arany csillag, melyet a heunburgi grófoktól örököltek 1322-ben –

mind Celje városának, mind Szlovénia jelen címerének része lett.
Cillei Borbála egyenes leszármazottjai között található számos ma élő európai uralkodó, köztük az angol, dán és norvég királyi családok tagjai.

## Képtár

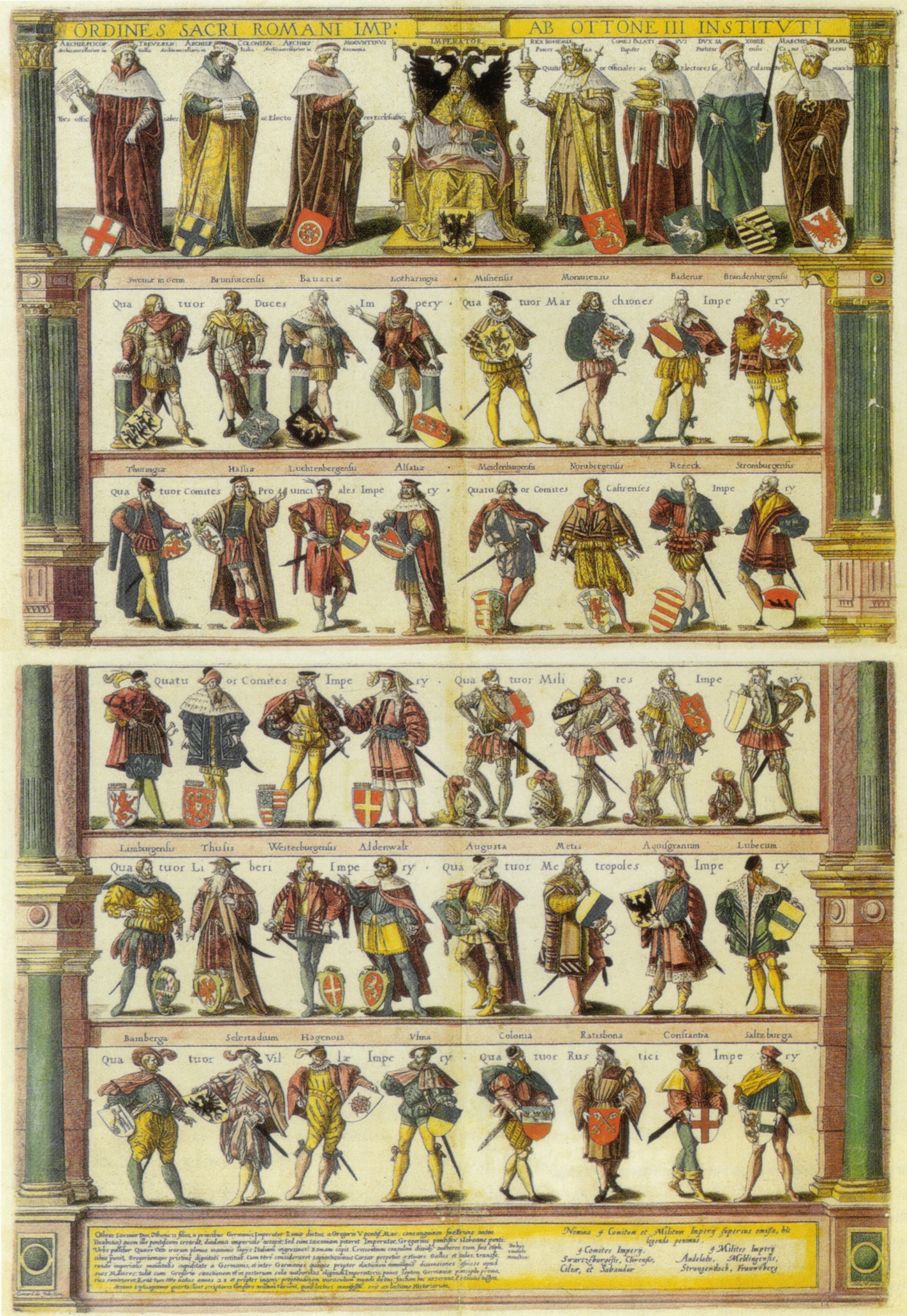
Cillei grófok a Német-római Császárság szervezetében
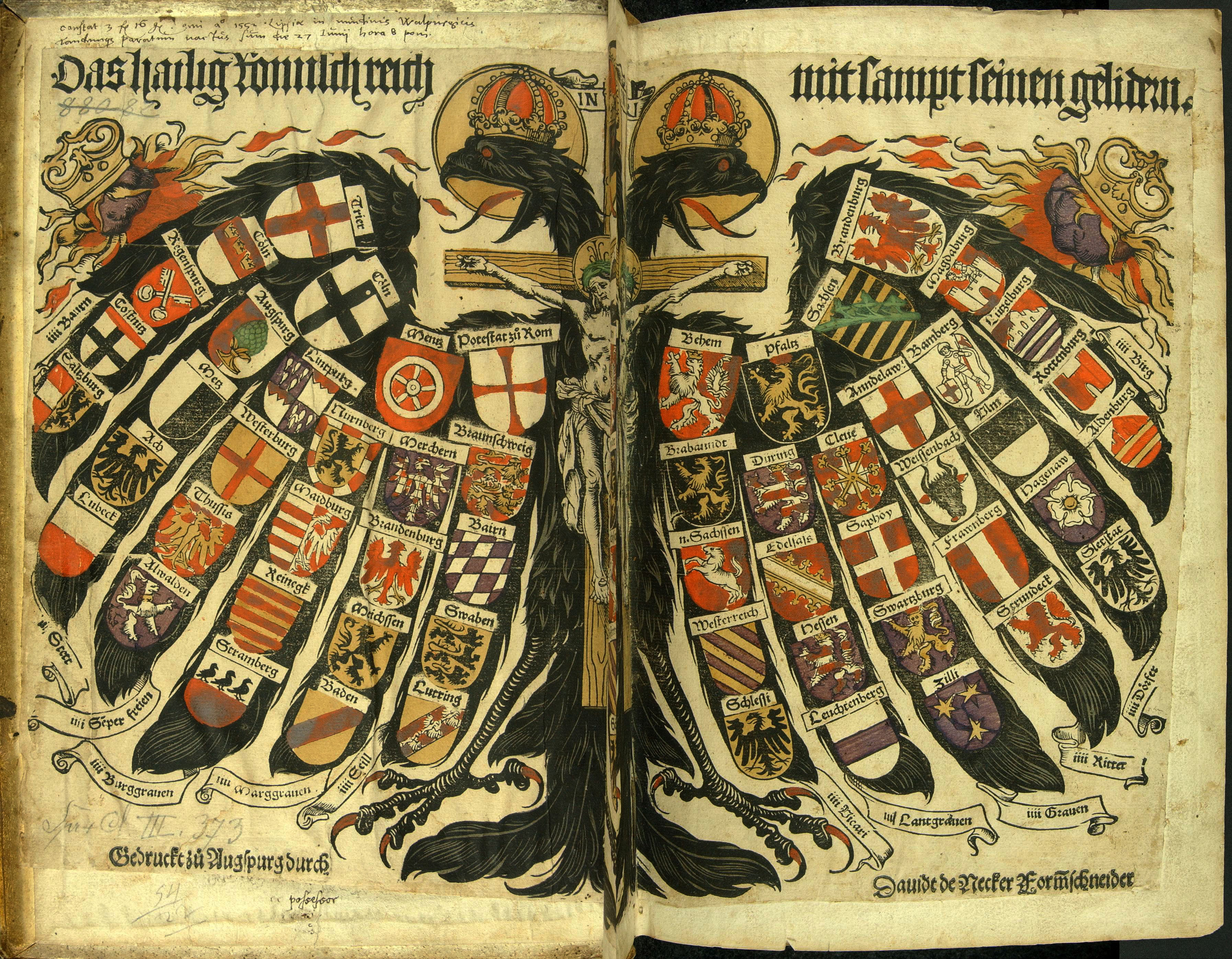
Cillei grófok a Német-római Császárság szervezetében
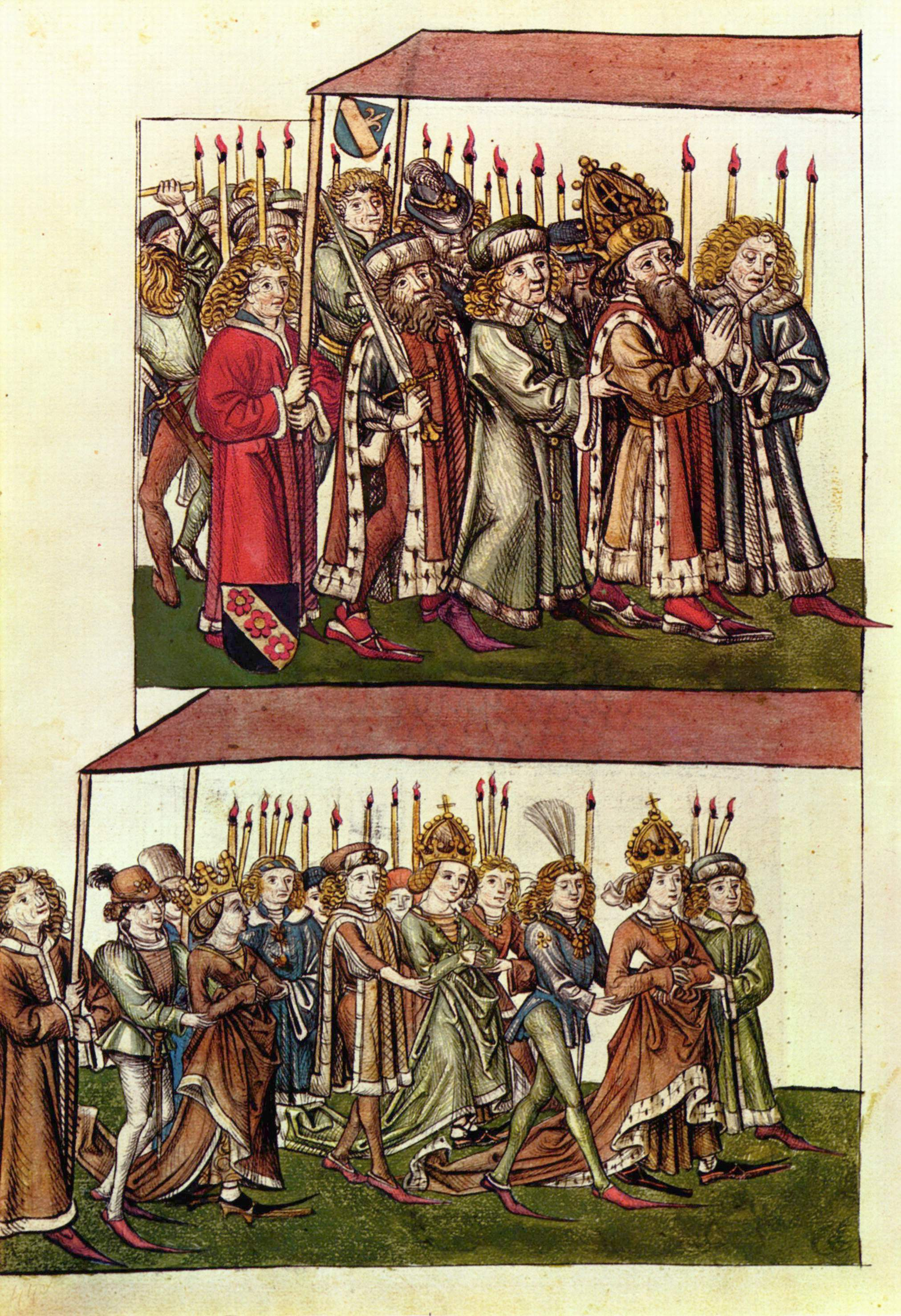
Zsigmond és Borbála a konstanzi zsinatban
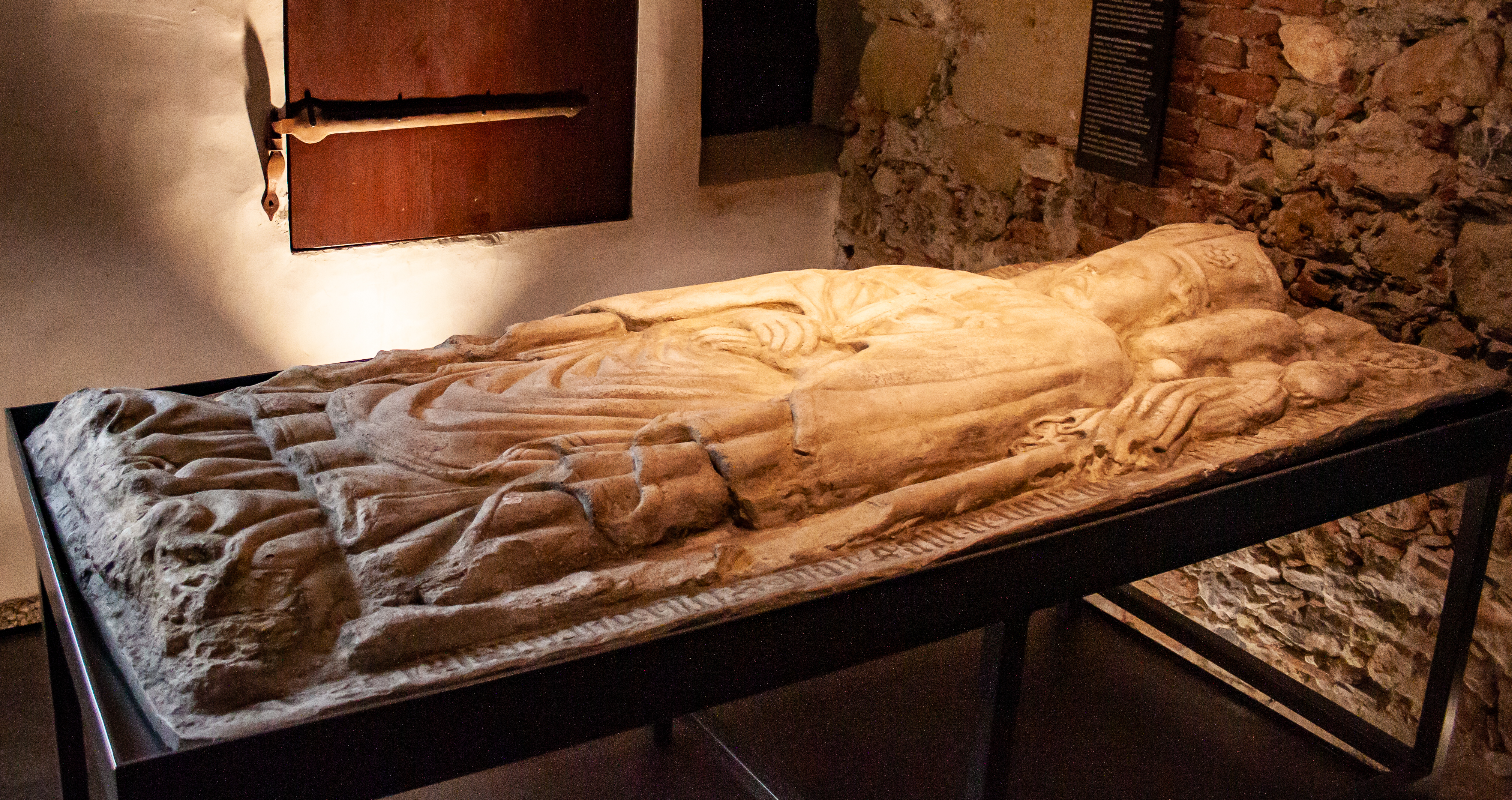
Cillei Herman freisingi hercegpüspök sírkövének másolata a Celjei Regionális Múzeumban

## Címerek

Saneck urainak, a Cillei család elődeinek címere
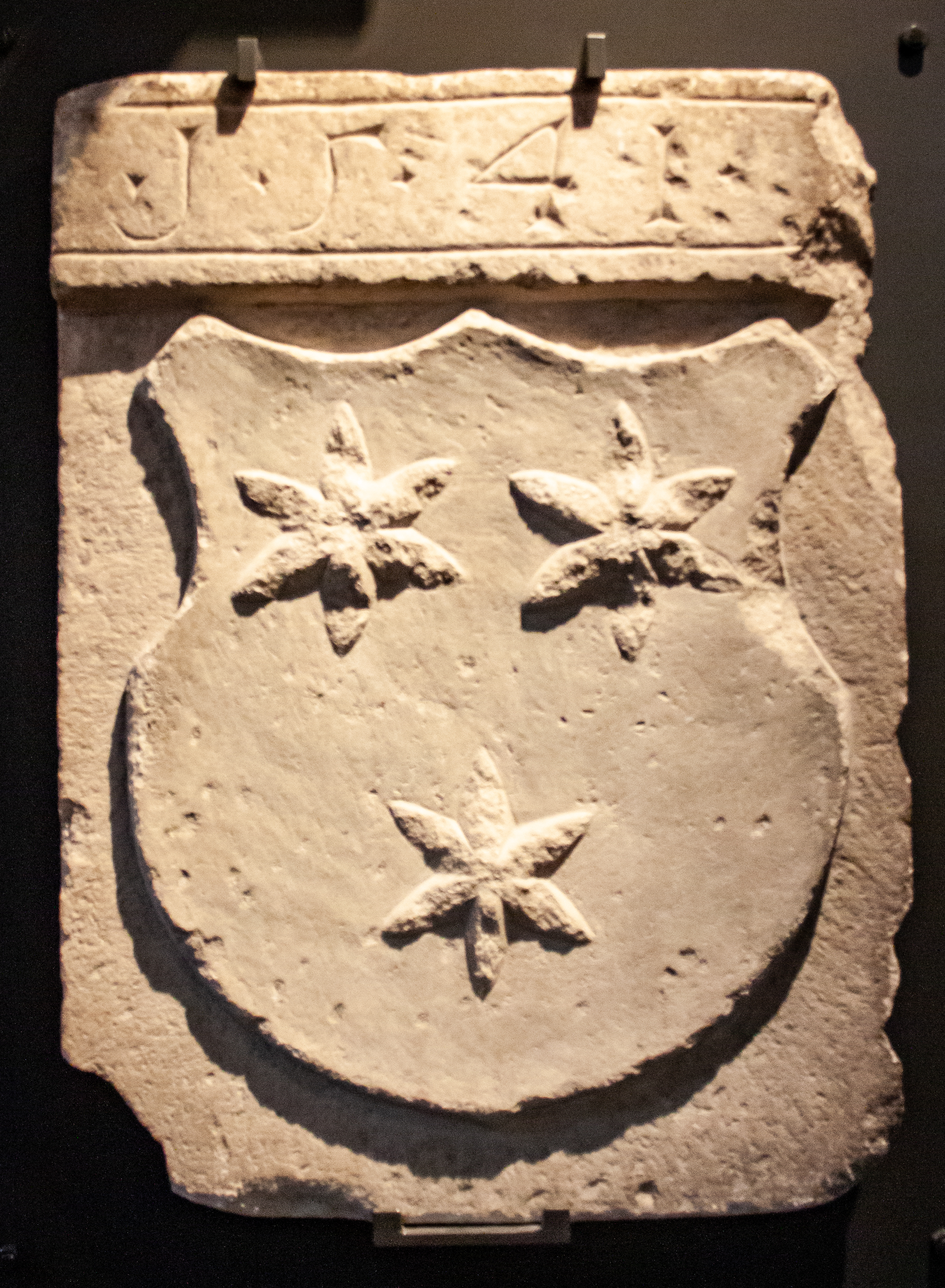
Celje címere 1541-ből a celjei múzeumban
II. Cillei Ulrik címere
A királyi Jugoszlávia címere (1918–45)
Szlovénia címere

## Fordítás
- Ez a szócikk részben vagy egészben  a   Counts of Celje című angol Wikipédia-szócikk ezen változatának fordításán alapul.  Az eredeti cikk szerkesztőit annak laptörténete sorolja fel. Ez a jelzés csupán a megfogalmazás eredetét és a szerzői jogokat jelzi, nem szolgál a cikkben szereplő információk forrásmegjelöléseként.